# Сент-Альдегонд, Шарль-Камиль де
Граф Шарль-Камиль-Жозеф-Бальтазар де Сент-Альдегонд (фр. Charles-Camille-Joseph-Balthazar de Sainte-Aldegonde), на русской службе Карл Францевич де Сент-Альдегонд (6 июня 1787, Париж — 23 ноября 1853, там же) — французский военный и горный инженер, состоявший в 1828-40 гг. на русской службе.

## Биография
Из знатного бельгийского рода, к которому принадлежал Филипп де Нуаркарм. Сын графа Пьера-Франсуа-Бальтазара де Сент-Альдегонда (1758—1838) и Анны-Луизы-Жозефины дю Буше де Сурш де Турзель (1767—1794).
Полковник тяжелой кавалерии французской королевской армии (9.09.1814), адъютант герцога Орлеанского. В 1828 году перешел на русскую службу в том же чине, произведён 6 декабря 1830 в генерал-майоры Свиты.
В России был известен как специалист по горному делу. В 1832 году был направлен в Швецию для изучения производства железа и закупки образцов. По возвращении в Петербург в январе 1833 представил подробный отчет об истории и современном состоянии шведской железоделательной промышленности, получивший высокую оценку императора Николая I. В том же году был послан с инспекционной поездкой на Олонецкие и Уральские заводы, «чтобы, вникнув в различные производства оных, особенно по железному производству, представить способы к улучшению по сей части». Поскольку генерал не знал русского языка, к нему был приставлен в качестве переводчика сотрудник Горного института А. Д. Озёрский.
После четырёхмесячной поездки граф в ноябре 1833 года представил отчет, а в декабре записку о горном производстве, доложенную в январе 1834 императору. По инициативе Сент-Альдегонда в 1834 году был организован Корпус горных инженеров, в состав Совета, Горного аудиториата и Ученого комитета которого граф входил в 1834—1840 годах.
Весной 1834 года Сент-Альдегонд был направлен для инспекции Колыванско-Воскресенских, Алтайских и Нерчинских заводов (3 мая — 25 октября 1834), где ознакомился также с добычей серебра. За эту инспекцию он был в декабре награждён орденом Святой Анны 1-й степени, «императорскою короной украшенным».
Отчет об инспекции под названием Memoires sur la Siberie et sur la circonscription des monts de l’Altai был составлен в ноябре и доложен Николаю в апреле 1835, после чего передан в Сибирский комитет и Министерство финансов. В этих «Записках» граф отметил ряд технологических, организационных и криминальных проблем, мешавших налаживанию современного производства на Алтае, и предложил свои рекомендации. Одним из первых он обратил внимание на плохое физическое состояние детей мастеровых (объяснив это, впрочем, недостаточной заботой их матерей), и рекомендовал использовать малолетних на тяжелых работах, только удостоверившись в их пригодности для этого.

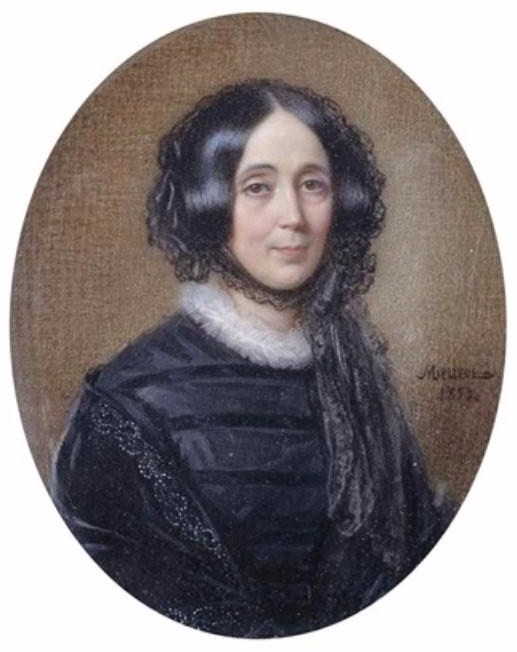
Аделаиде-Жозефа Бурлон де Шаванж (1853)

В 1835 составил для своих дочерей описание «поездки по Сибири и Китаю» — Lettres à mes filles sur mes voyages en Sibérie et Chine (собственно, в Китае он не был, добравшись в 1834 году через Иркутск до пограничной Кяхты). Уволен со службы 7 июня 1840. Вернулся во Францию, умер в Париже в 1853 году и был погребен на кладбище Пер-Лашез.

## Семья
Жена (15.10.1817, Париж) — Аделаида-Жозефа Бурлон де Шаванж (18.10.1789, Арриги, Марна — 2.12.1869, Париж), придворная дама императрицы Марии-Луизы (10.04.1812) и вдова маршала Ожеро, получившая прозвище «Прекрасная Кастильоне». В браке имели двух дочерей, «обе они, — по словам современника, — были очаровательны и прелестны, с чудными черными волосами, с глазами, полными огня и чувств».
- Мари-Валентина-Жозефина де Сент-Альдегонд[фр.] (29.05.1820 — 23.09.1891), была замужем (с 18.10.1839) за Александром-Эдмоном де Талейран-Перигор (1813—1894), 3-м герцогом де Дино, маркизом де Талейран, сыном герцогини Саган. В неё долгие годы был влюблен богач Анатолий Демидов, он открыто жил с ней во Флоренции и содержал её.
- Клементина де Сент-Альдегонд (ум. юной).